# Eddie Pope
George Edward "Eddie" Pope, född 24 december 1973 i Greensboro, North Carolina, är en amerikansk före detta fotbollsspelare. Pope spelade hela sin karriär i MLS och gjorde 82 landskamper för USA:s landslag. I mars 2011 blev han tillsammans med Cobi Jones och Earnie Stewart invald i National Soccer Hall of Fame.

## Karriär

### Klubblag
Efter att ha spelat collagefotboll för North Carolina Tar Heels så blev Eddie Pope vald som nummer två i MLS-Collage-draften av DC United 1996. Under sin första säsong i klubben så vann han MLS Cup, där han i finalen mot Los Angeles Galaxy avgjorde till 3-2 med ett golden goal. Säsongen 1997 gick än bättre då DC United försvarade sin titel i MLS och Pope blev dessutom utsedd till ligans bästa försvarare samt uttagen till årets lag. Pope hjälpte DC United som första amerikanska lag att vinna Concacaf Champions League 1998, efter att ha vunnit mot Deportivo Toluca i finalen.
3 december 2002 blev Pope, tillsammans med lagkamraterna Jaime Moreno och Richie Williams, bortbytta till MetroStars. Han blev direkt lagkapten för sin nya klubb och efter säsongen blev han för tredje gången uttagen i årets lag, något han även lyckades med 2004. Eddie Pope blev 2005 bortbytt till Real Salt Lake som gjorde sin första säsong i MLS. I Real Salt Lake spelade han under tre säsonger innan han avslutade karriären 2007.
2005 kom Pope med i tidernas bästa MLS-lag.

### Landslag
Eddie Pope gjorde debut för USA:s landslag i en VM-kvalmatch mot Trinidad & Tobago 10 november 1996. 1998 var han med när USA tog silver i CONCACAF Gold Cup. Han var även med i VM 1998, där han spelade två matcher. Under VM 2002 spelade han alla matcher när USA överraskande gick till kvartsfinal. I sin sista VM-match 2006 blev han utvisad mot Italien, när USA tog sin enda poäng i mästerskapet efter 1-1.
Under 2005 var Pope med när USA vann CONCACAF Gold Cup, efter en straffvinst mot Panama i finalen.

#### Internationella mål
| Nr | Datum            | Spelplats          | Motståndare | Mål | Resultat | Tävling                |
| -- | ---------------- | ------------------ | ----------- | --- | -------- | ---------------------- |
| 1  | 16 mars 1997     | Palo Alto, USA     | Kanada      | 2–0 | 3–0      | Kval till VM 1998      |
| 2  | 20 april 1997    | Foxborough, USA    | Mexiko      | 1–1 | 2–2      | Kval till VM 1998      |
| 3  | 7 februari 1998  | Oakland, USA       | Costa Rica  | 1–0 | 2–1      | CONCACAF Gold Cup 1998 |
| 4  | 16 augusti 2000  | Foxborough, USA    | Barbados    | 1–0 | 7–0      | Kval till VM 2002      |
| 5  | 17 april 2002    | Dublin, Irland     | Irland      | 1–1 | 1–2      | Vänskapsmatch          |
| 6  | 29 april 2004    | Dallas, USA        | Mexiko      | 1–0 | 1–0      | Vänskapsmatch          |
| 7  | 29 januari 2006  | Carson, USA        | Norge       | 3–0 | 5–0      | Vänskapsmatch          |
| 8  | 10 februari 2006 | San Francisco, USA | Japan       | 1–0 | 3–2      | Vänskapsmatch          |

## Meriter
DC United
- MLS Cup: 1996, 1997, 1999
- US Open Cup: 1996
- Concacaf Champions League: 1998

USA
- CONCACAF Gold Cup
  - Guld: 2005
  - Silver: 1998